# Saison 2009 des Brewers de Milwaukee
La Saison 2009 des Brewers de Milwaukee est la 41e saison en ligue majeure pour cette franchise.

## Intersaison

### Cactus League
Basés au Maryvale Baseball Park à Phoenix en Arizona, le programme des Brewers comprend 36 matches de pré-saison entre le 25 février et le 4 avril.
En excluant la rencontre face à l'équipe d'Australie (victoire 10-5), les Brewers affichent un bilan de pré-saison de 22 victoires pour 10 défaites et 3 nuls, soit la 2e performance sur 14 en Cactus League et la meilleure performance pour une franchise de la Ligue nationale.

## Saison régulière

### Classement
| Ligue nationale (Division Centrale) | V  | D  | %    | GB  |
| ----------------------------------- | -- | -- | ---- | --- |
| Cardinals de Saint-Louis            | 91 | 71 | .562 | --  |
| Cubs de Chicago                     | 83 | 78 | .516 | 7½  |
| Brewers de Milwaukee                | 80 | 82 | .491 | 11  |
| Reds de Cincinnati                  | 78 | 84 | .481 | 13  |
| Astros de Houston                   | 74 | 88 | .457 | 17  |
| Pirates de Pittsburgh               | 62 | 99 | .385 | 28½ |